# Cæremoniale Episcoporum
Cæremoniale Episcoporum (с лат. — «Церемониал Епископов») — литургическая книга, которая описывает церковные службы, которые совершаются епископами латинского обряда Римско-католической Церкви.

## История
Папа римский Климент VIII издал 14 июля 1600 года первую книгу, носящую такое название, исправляя, в соответствии с обновлением, предписанным Тридентским собором, содержания книг, называемых Ordines Romani, написанных с конца VII столетия, описывающих церемонии избрания и рукоположения папы римского и дающим указания папой римским для Мессы и других церковных служб в течение года. Содержание этих книг было расширено через какое-то время. Работа в двух частях, которые стали известными как "De Cæremoniis Cardinalium et Episcoporum in eorum diœcesibus" (Церемонии кардиналов и епископов в своих собственных епархиях), была добавлена в XVI столетии. Cæremoniale Episcoporum папы Климент VIII был основан на этих текстах и на других, которые теперь утеряны. Подготовительная работа, начатая в декабре 1582 года при папе римском Григорие XIII, заняла 17 лет. Факсимиле оригинального издания 1600 года в двух книгах было издано Libreria Editrice Vaticana в 2000 году.
Папа римский Иннокентий X опубликовал исправленное издание в 1650 году. В 1727 году или 1729 году главы, первоначально напечатанные как отдельные блоки, были разделены на пронумерованные параграфы и суммированы, были добавлены во главе каждой главы, вместо предыдущих названий. В 1752 году папа римский Бенедикт XIV слегка пересмотрел две существующих ранее книги и добавил третью часть церемоний, которые нужно соблюдать тем, кто занимает гражданские должности в Папской области.
В 1886 году папа римский Лев XIII сделал всё же другое исправление, в котором, хотя Папская область была включена в состав королевства Италии, он сохранил третью книгу. Catholic Encyclopedia дает описание Cæremoniale Episcoporum, поскольку оно состоялось после этого пересмотра 1886 года.

## Сегодняшнее состояние
В соответствии с обновлением, предписанным Вторым Ватиканским Собором, полностью пересмотренное издание в отдельном томе было опубликовано папой римским Иоанном Павлом II в 1984 году, заменяя более ранние издания. Исправления, нацеленные, защитили епископскую литургию, которая была "проста, и в то же самое время величественной, полностью пасторски эффективна, и способна служить примером для всех других литургических церковных служб".

## Содержание Cæremoniale Episcoporum
Книга состоит из восьми частей:
1. Епископская литургия вообще;
2. Месса;
3. Литургия часов и церковная служба Слова Божьего;
4. Церковная служба Тайн Господних в течение года;
5. Таинства;
6. Сакраменталии;
7. Примечательные даты в жизни епископа;
8. Литургические церковные службы, связанные с торжественными действиями епископской власти.

Есть также приложения на:
1. облачение прелатов;
2. таблицу литургических дней, расположенную в порядке предшествования;
3. таблицу на ритуальные мессы, мессы для различных потребностей, вотивные мессы и заупокойные мессы;
4. списки сокращений и условные обозначения, используемые в книге.